# Helen Keller

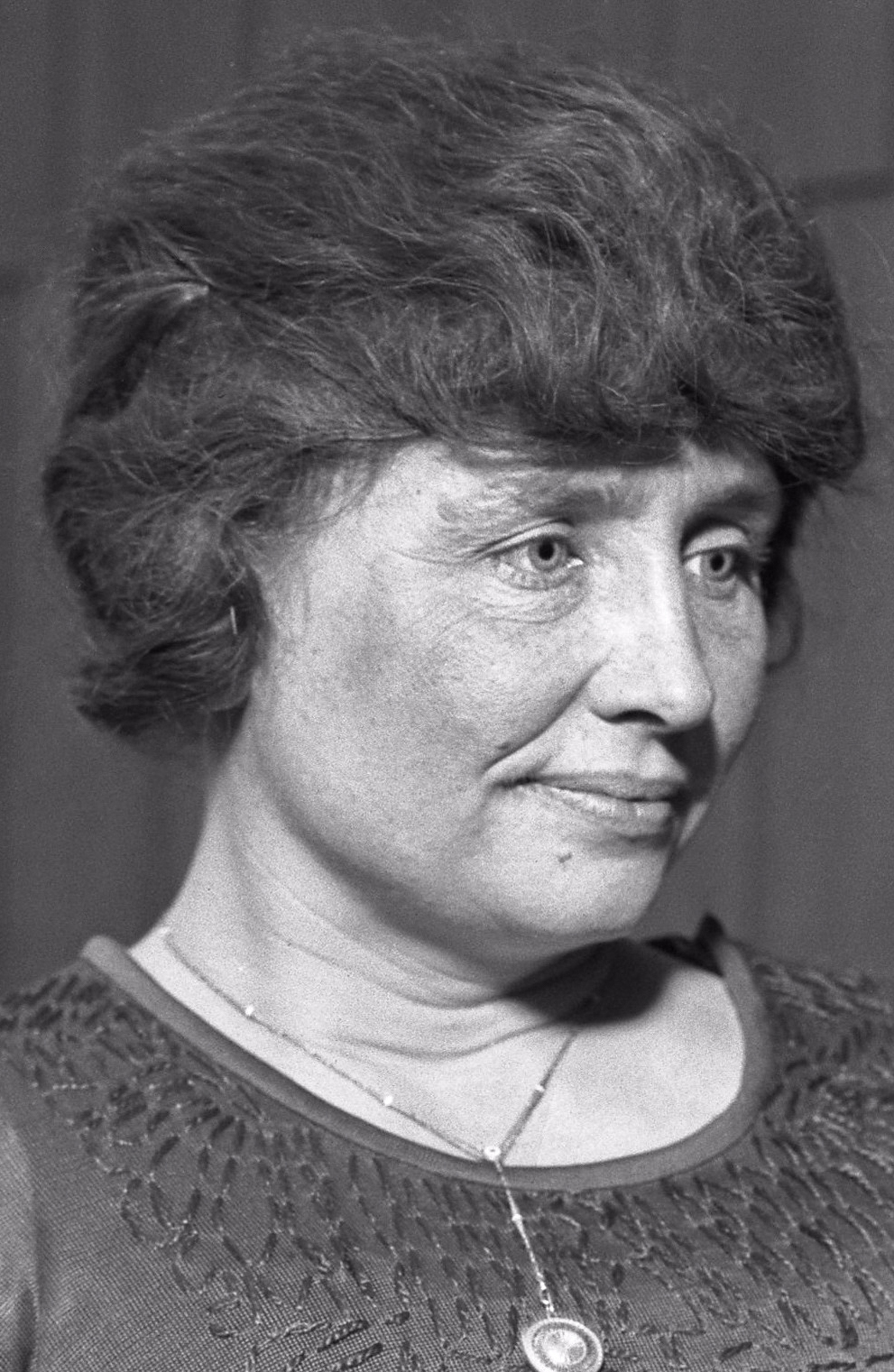
Helen Keller (1920)

Helen Adams Keller (* 27. Juni 1880 in Tuscumbia, Colbert County, Alabama; † 1. Juni 1968 in Easton, Fairfield County, Connecticut) war eine taubblinde US-amerikanische Schriftstellerin.

## Leben
Helen Kellers Eltern waren Captain Arthur Henley Keller, ein ehemaliger Offizier der Konföderierten Armee, und seine zweite, 20 Jahre jüngere Frau Catherine Everett („Kate“) Adams. Ihre Großmutter war eine Cousine zweiten Grades des Generals Robert E. Lee. Sie hatte zwei jüngere Geschwister sowie zwei Halbbrüder aus der ersten Ehe ihres Vaters. Helen Keller wurde als gesundes Kind geboren, verlor aber durch eine unbekannte Krankheit, möglicherweise Scharlach oder Hirnhautentzündung, im Alter von 19 Monaten ihr Seh- und Hörvermögen (sogenannte Defektheilung). Bald darauf hörte sie auch auf, lautsprachliche Äußerungen zu machen. Sie entwickelte Handzeichen, um mit ihrer Umgebung zu kommunizieren, doch konnte sie sich oft nicht verständlich machen.ohne Quelle Ihre Frustration darüber führte zu immer heftigeren Wutausbrüchen.

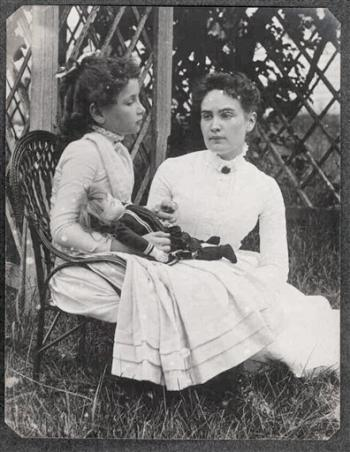
Keller mit ihrer Lehrerin Anne Sullivan (1888)

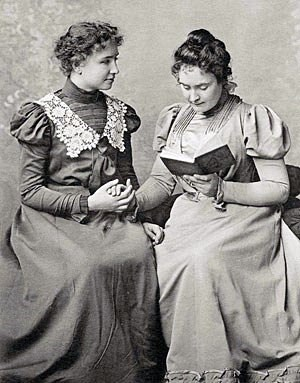
Keller und Sullivan (1898)

Im März 1887 kam ihre Lehrerin Anne Sullivan Macy nach Tuscumbia. Sie war zu diesem Zeitpunkt noch nicht ganz 21 Jahre alt und am Perkins-Institut für Blinde ausgebildet worden. Anne Sullivan hatte im Perkins-Institut mit Laura Bridgman zusammengelebt, der ersten Taubblinden in der englischsprachigen Welt, von der bekannt ist, dass sie sich mittels eines erlernten Fingeralphabets gegenüber Hörenden und Sehenden sprachlich ausdrücken konnte. Bridgman verwendete zur Verständigung mit ihrer Umwelt das Fingeralphabet für Gehörlose, das ihr auf die Handfläche buchstabiert wurde. Später lernte sie die Quadratschrift, eine Art Blockschrift, die mit Bleistift geschrieben wurde, konnte Bücher in erhaben geprägter Schrift lesen und lernte die Brailleschrift, die sich damals noch nicht durchgesetzt hatte.
Anne Sullivan wandte bei Helen Keller die Methoden von Laura Bridgmans Lehrern an: Sie ließ das Kind einen Gegenstand berühren und buchstabierte ihm dessen Namen gleichzeitig in die freie Hand, wobei sie ein Fingeralphabet, wie es zum Teil von Gehörlosen benutzt wird, verwendete. Diesen Zusammenhang begriff Helen sehr bald; der Durchbruch kam mit dem Wort water (Wasser). Sullivan berichtet hierüber:

„[Es] hat sich etwas sehr Wichtiges zugetragen. Helen […] hat gelernt, daß jedes Ding einen Namen hat und daß das Fingeralphabet der Schlüssel zu allem ist, was sie zu wissen verlangt. […] Als ich sie heute früh wusch, wünschte sie die Bezeichnung für Wasser zu erfahren. Wenn sie die Bezeichnung für etwas zu wissen wünschte, so deutete sie darauf und streichelte mir die Hand. Ich buchstabierte ihr w-a-t-e-r in die Hand und dachte bis nach Beendigung des Frühstücks nicht mehr daran. […] [Später] gingen wir zu der Pumpe, wo ich Helen ihren Becher unter die Öffnung halten ließ, während ich pumpte. Als das kalte Wasser hervorschoß und den Becher füllte, buchstabierte ich ihr w-a-t-e-r in die freie Hand. Das Wort, das so unmittelbar auf die Empfindung des kalten, über ihre Hand strömenden Wassers folgte, schien sie stutzig zu machen. Sie ließ den Becher fallen und stand wie angewurzelt da. Ein ganz neuer Lichtschein verklärte ihre Züge. Sie buchstabierte das Wort water zu verschiedenen Malen. Dann kauerte sie sich nieder, berührte die Erde und fragte nach dem Namen, ebenso deutete sie auf die Pumpe und das Gitter. Dann wandte sie sich plötzlich um und fragte nach meinem Namen. Ich buchstabierte teacher in die Hand. […] Auf dem ganzen Rückweg war sie in höchstem Grade aufgeregt und erkundigte sich nach dem Namen jedes Gegenstands […] [Am nächsten Morgen:] Helen stand heute früh wie eine strahlende Fee auf. Sie flog von einem Gegenstande zum anderen, fragte nach der Bezeichnung jedes Dinges und küßte mich vor lauter Freude. […] Alles mußte jetzt einen Namen haben. […] Sobald sie das betreffende Wort kennt, wendet sie ihre früheren Zeichen und Pantomimen nicht mehr an.“

Dennoch versuchte Helen Keller 1890, angeregt durch die Geschichte der taubblinden Norwegerin Ragnhild Kaata, sprechen zu lernen. Keller konnte lautliche Äußerungen von anderen Menschen, die weder das Fingeralphabet noch die Brailleschrift beherrschten, durch Abtasten der Lippenbewegungen verstehen.
Keller verbrachte viel Zeit am Perkins-Institut, dessen Leiter Michael Anagnos (Schwiegersohn von Samuel Gridley Howe, Laura Bridgmans Lehrer) sie und Anne Sullivan jahrelang protegierte und blumige, übertriebene Berichte über Keller und ihre Leistungen verfasste. Es kam jedoch zum Bruch mit Anagnos, als Keller ihm eine selbstverfasste Geschichte namens The Frost King schickte, die im Jahrbuch der Schule veröffentlicht wurde. Bald darauf stellte sich heraus, dass eine nahezu Wort für Wort gleichlautende Geschichte von Margaret Canby bereits 1880 erschienen war. Keller musste diese Geschichte einmal vorgelesen worden sein, ohne dass sie sich jedoch daran erinnern konnte. Margaret Canby, die Autorin des Originals, schrieb Keller einen verständnisvollen Brief und erklärte, Kellers Version sei sogar besser als ihre eigene. Anagnos fühlte sich betrogen und zitierte die elfjährige Helen Keller vor ein Untersuchungskomitee, bestehend aus acht Lehrern (vier Blinden und vier Sehenden). Im Anschluss an das zweistündige Verhör befanden vier Mitglieder Keller des vorsätzlichen Betrugs für schuldig, vier hielten sie für unschuldig, Anagnos stimmte zu Kellers Gunsten ab. Dennoch distanzierte er sich in der Folgezeit mehr und mehr von Keller und Anne Sullivan.
Keller lernte, mehrere Fremdsprachen in Brailleschrift zu lesen und zu schreiben: Französisch, Deutsch, Griechisch und Latein. Ab Herbst 1900 besuchte Helen Keller das Radcliffe College und machte am 28. Juni 1904 ihren Abschluss, einen Bachelor of Arts mit der Note cum laude. Später erhielt sie mehrere Ehrendoktorwürden, unter anderem 1932 von der Universität Glasgow sowie von der Harvard-Universität.
Mit dem österreichischen Philosophen und Pädagogen Wilhelm Jerusalem, der als einer der ersten ihr literarisches Talent entdeckt hatte, unterhielt sie eine Briefkorrespondenz. Jerusalem, der sich schon um 1900 eingehend mit Taubstumm-Blinden beschäftigte, hatte über deren Sprach- und Begriffsbildung wichtige Erkenntnisse gewonnen. In seinem Aufsatz „Drei Studentinnen“ behandelte er auch Helen Keller.
Später hielt Keller Vorträge, war Pazifistin und Sozialistin, engagierte sich in der American Civil Liberties Union und in der American Foundation for the Blind, setzte sich für die Rechte Unterdrückter ein – unter anderem für die Rechte der Schwarzen, womit sie ihre gesamte Familie gegen sich aufbrachte – und schrieb mehrere Bücher. Sie war Mitglied der Sozialistischen Partei Amerikas (SPA).
1915 wurde Helen Keller Vorstandsmitglied des Permanent Relief War Fund. Diese Organisation wurde später „American Braille Press“ genannt.
Den Ertrag „alle[r] ihre künftigen Tantiemen“ der deutschen Ausgaben ihrer Werke spendete Helen Keller für die im Ersten Weltkrieg Erblindeten.
1924 gründete sie den Helen Keller Endowment Fund und trat der American Foundation for the Blind bei. Sie wurde Beraterin für nationale und internationale Beziehungen der American Foundation for the Blind. 1933 wurde sie in das National Institute of Arts and Letters gewählt.
Nach Anne Sullivans Tod 1936 übernahm Polly Thompson ihre Aufgaben, nach deren Tod Winifred Corbally. 1961 zog sich Keller nach einem Schlaganfall aus der Öffentlichkeit zurück. Sie starb 1968 im Schlaf. Ihre Urne wurde im Kolumbarium der Washington National Cathedral beigesetzt.

„Draußen erkenne ich durch Geruch- und Tastsinn den Grund, worauf wir gehen, und die Stellen, woran wir vorbeikommen. Zuweilen, wenn es windstill ist, sind die Gerüche so gruppiert, dass ich den Charakter einer Landschaft wahrnehme, eine Heuwiese, einen Dorfladen, einen Garten, eine Scheune, ein Bauerngehöft mit offenen Fenstern, ein Fichtenwäldchen gleichzeitig ihrer Lage nach erkenne.“

## Rezeption
Der mit Helen Keller befreundete Bildhauer Jo Davidson schuf in den 1940er Jahren eine Skulptur von ihr.
1954 wurde der Dokumentarfilm Helen Keller in Her Story gedreht, der Realaufnahmen aus dem Alltagsleben Helen Kellers zeigte. Der Film wurde 1956 mit dem Oscar als bester Dokumentarfilm ausgezeichnet.
1962 verfilmte Arthur Penn ihre Jugendjahre mit Anne Bancroft als Annie Sullivan und Patty Duke als Helen Keller in Licht im Dunkel (The Miracle Worker), für den beide einen Oscar gewannen. Weitere Verfilmungen folgten 1979, diesmal mit Patty Duke als Sullivan und Melissa Gilbert als Helen und 2000 (als The Miracle Worker – Wunder geschehen für das Fernsehen) mit Hallie Kate Eisenberg als Helen und Alison Elliott als Sullivan.
1971 wurde sie als eine der Ersten in die Alabama Women’s Hall of Fame aufgenommen.
1971 wurde in Zürich-Schwamendingen eine Straße nach Helen Keller benannt, da angeblich ihre Familie ursprünglich aus Schwamendingen stammen soll.
Steve Kalinich hatte für das Album Pacific Ocean Blue von Dennis Wilson (Beach Boys) einen Song über Helen Keller geschrieben.
2000 wurde ihr Leben in der South-Park-Folge Helen Keller: Das Musical (Episode 13, Staffel 4) dargestellt. 2004 wurde ihr Leben Vorlage für den indischen Film Black von Sanjay Leela Bhansali. Ihre Rolle wurde von Rani Mukerji gespielt.
2020 beschäftigte sich der dokumentarische Essayfilm Her Socialist Smile von John Gianvito, ausgehend von Kellers Texten, mit ihrer Rolle als Sozialistin und Frauenrechtlerin.

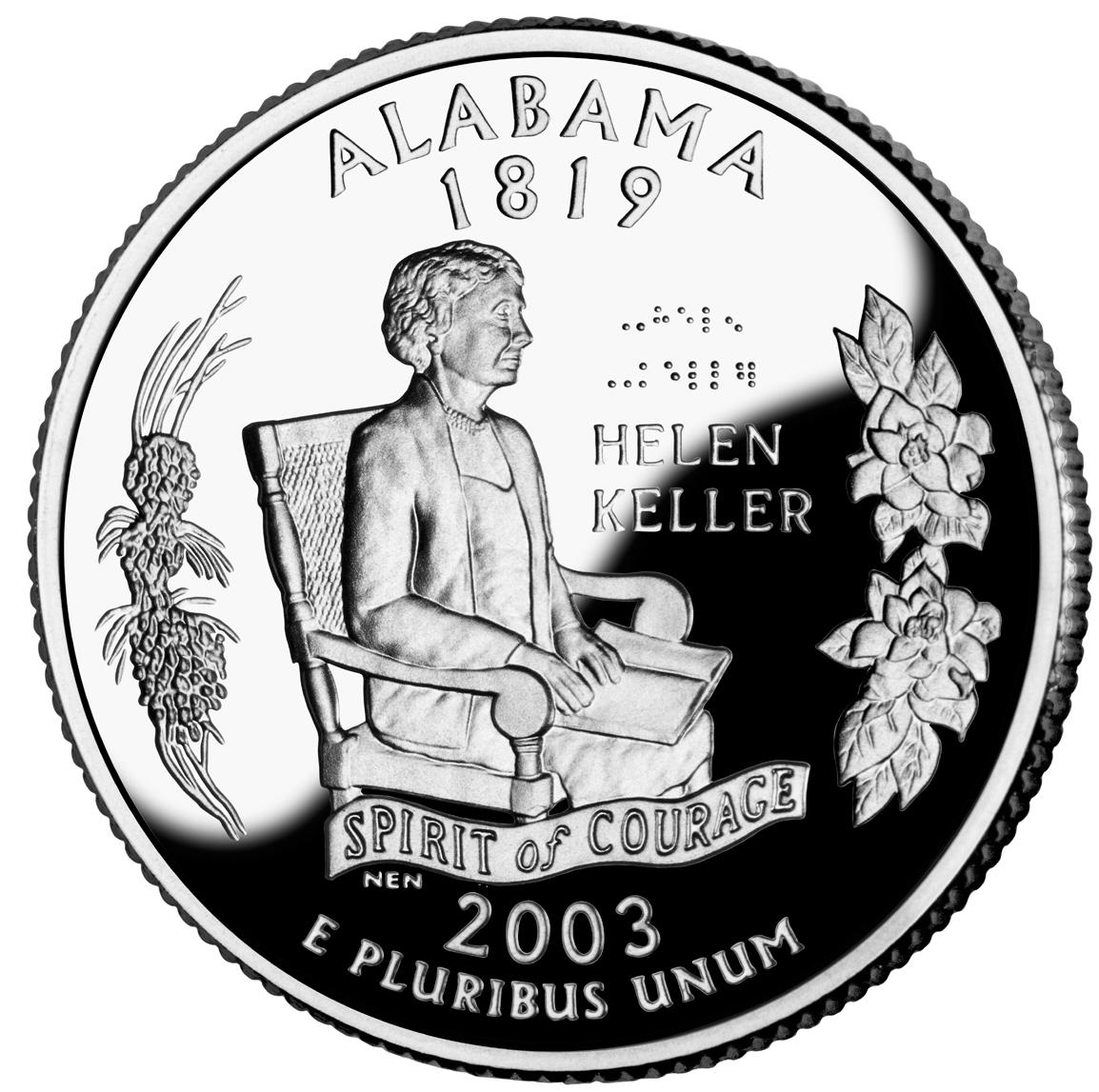
Helen Keller auf dem Alabama-Quarter. Der Name HELEN KELLER ist auf der Münze in englischer Brailleschrift geschrieben. Wäre es deutsche Brailleschrift, stünde da ’hel? ’keller.

Im Rahmen der seit 1999 nach und nach ausgegebenen Sonderserie der 25-Cent-Münze (Quarter), bei der jeder US-Bundesstaat mit einer eigenen Münze geehrt wird, wurde Helen Keller eine besondere Würdigung zuteil. Ein Porträt von ihr ist auf der Rückseite des Alabama-Quarters zu sehen. Außer ihrem Namen (in Schwarz- und in Brailleschrift) sind die Worte „SPIRIT of COURAGE“ auf der Münze zu lesen.

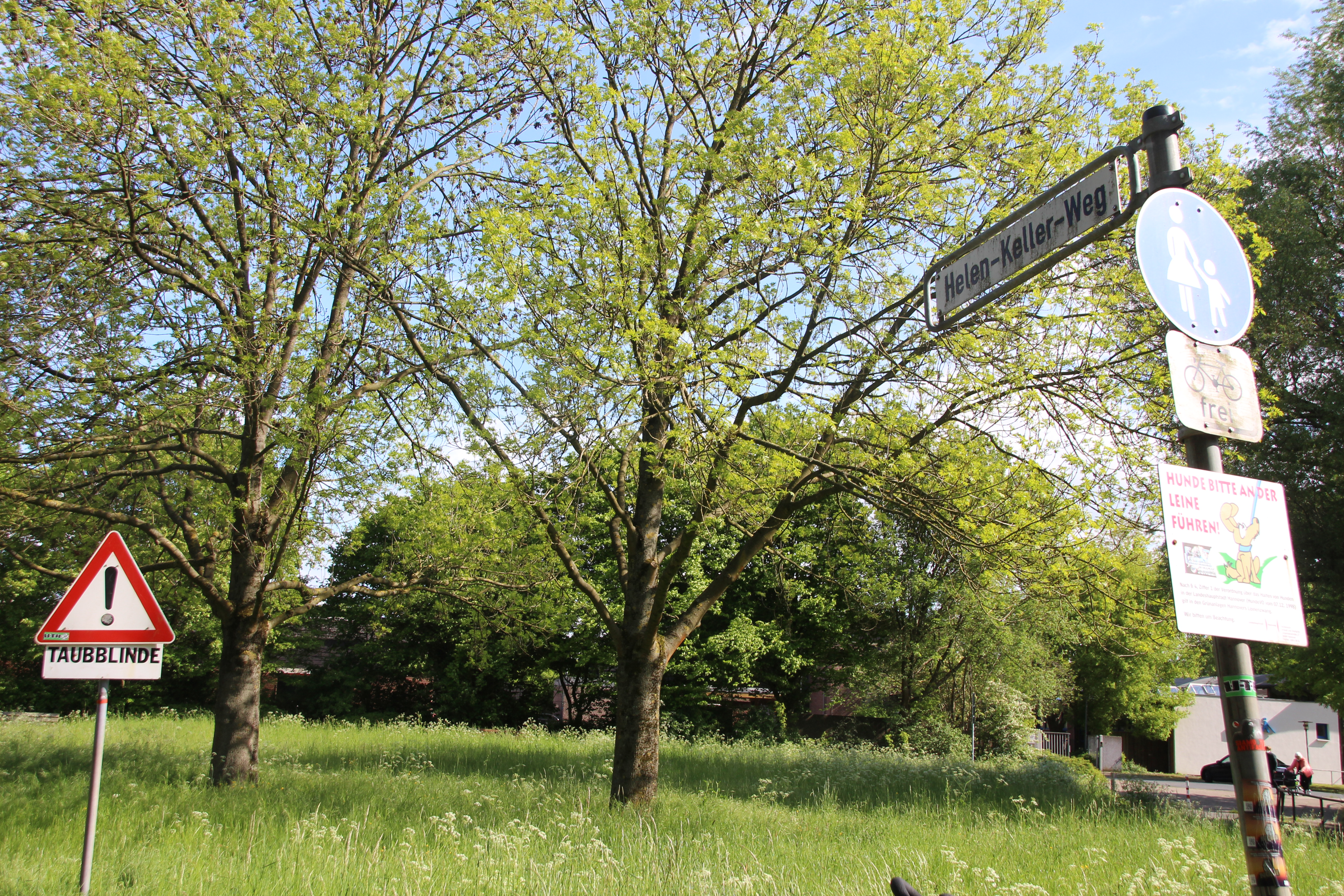
Der Helen-Keller-Weg in Hannover-Kirchrode in der Nähe des Deutschen Taubblindenwerks

Mehrere Schulen, auch im deutschsprachigen Raum, sind nach Helen Keller benannt worden. In Hannover-Kirchrode wurde im Jahr 2000 ein Fußweg in der Nähe des Deutschen Taubblindenwerks nach ihr benannt.

## Werke
- Die Geschichte meines Lebens. Robert Lutz, Stuttgart 1905, (deutsche Übersetzung der Autobiographie The Story of My Life. Edited by John Albert Macy. Doubleday, Page & Company, New York 1905).
- Mein Weg aus dem Dunkel, blind und gehörlos – das Leben einer mutigen Frau, die ihre Behinderung besiegte. Übersetzt von Werner DeHaas. Scherz, Bern 1994, ISBN 3-502-18363-5.
- Meine Lehrerin und Freundin Anne Sullivan. Scherz, Bern 1956.
- Meine Welt. Die Grüne Kraft, Löhrbach 1988; inkl. langem Beitrag von Werner Pieper über Helen Keller.
- My religion. Swedenborg Foundation, New York 1986. Digitalisat (1927), abgerufen am 23. Dezember 2022.
- Optimismus. Grüne Kraft, Löhrbach.

## Filme
- Her Socialist Smile. Essayfilm, USA 2020, 93 Min., Regie: John Gianvito.[21]
- Licht im Dunkel. Spielfilm, USA 1962, Regie: Arthur Penn.